# Церква Іоанна Хрестителя (Старий Крим)
Церква Іоанна Хрестителя в Старому Криму — пам'ятка середньовічної, доординської історії міста. Збудована в XI–XIV століттях. Пам'ятка архітектури національного значення, охоронний номер 277. Знаходиться в м. Старий Крим, вул. П. Осипенко, 2

## Історична довідка
Руїни церкви знаходяться в північно-східній частині міста на покинутій території тютюнової фабрики. Вважається, що це перший християнський храм, що з'явився в місті.
Визначити національну приналежність храму зараз досить складно, так як в ньому є архітектурні особливості, притаманні і грекам, і вірменам. Один із засновників російського географічного товариства, Кеппен Петро Іванович, що багато років жив у Криму та вивчав його, вважав цю церкву грецькою. Основним доводом була подоба цієї будови іншим кримським грецьким церквам. Вірменські фахівці, які обстежили залишки храму в 1968 році, стверджують, що споруда належала їх співвітчизникам.
Немає згоди у вчених і про час зведення храму: хронологічний діапазон у них коливається від XI до початку XIV століття.
Останнє археологічне дослідження храму, проведене в 1980-і роки експедицією Державного Ермітажу під управлінням М. Г. Крамаровского, підтвердило приналежність споруди до типу сільських візантійських церков.

## Архітектура

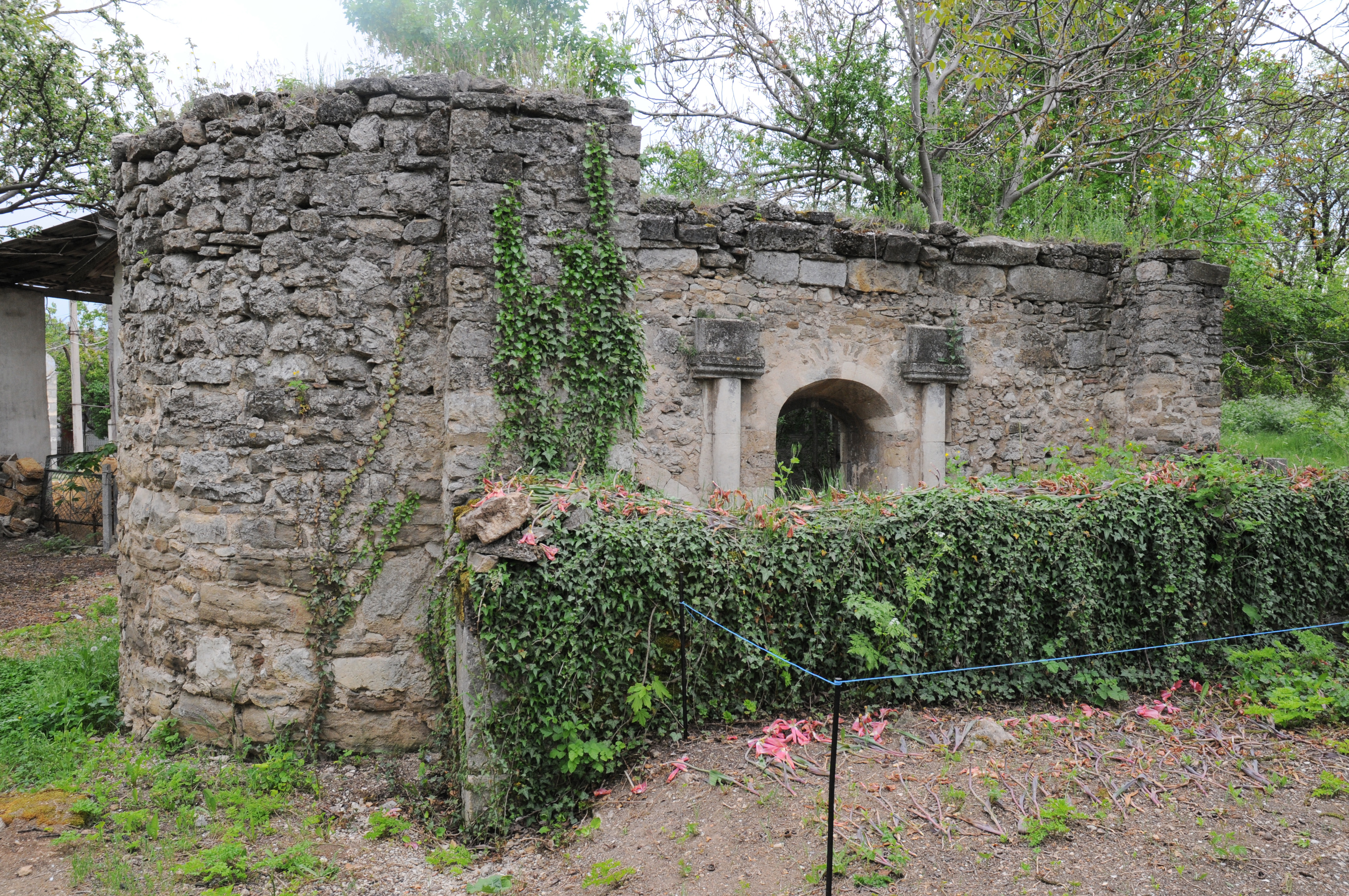
Церква Іоанна Хрестителя (Старий Крим)

Церква невелика, зального типу, в плані прямокутна. Апсида напівкругла, виступає на схід. Розміри в плані: довжина без апсиди — 8,2 м, з апсидою — 10,0 м, ширина — 6,2 м, розмір залу 4,6 х 6,4 м; глибина віми (прямокутної ніші в південній частині апсиди) — 0,7 м.
Кладка стін бутова, з підтескою лицьового боку, на вапняному розчині. Стіни товщиною 0,8 м. Прорізи дверей обрамлені злегка виступаючими за поверхню стін лиштвами.
Характерною особливістю споруди є наявність двох рівноцінних, південного і західного, входів. Окрім невеликих вікон, розміщених досить високо, в стінах є і арочні прорізи внизу, до середини закриті плиточною підлогою. З цього зроблено висновок, що підлога більш пізня, а рівень давнішої був значно нижчим.
Основне склепіння храму, найімовірніше, було циліндричним. Від перекриття церкви лишилася лише основа коробового склепіння — широкі арки з тесаного каменю, що спираються п'ятами на кам'яні кронштейни, та круглі в перерізі нервюри, начебто підставлені під основи арок.
У цій невеликій церкві, що носить ім'я Іоанна Хрестителя, служба проводилась до 1930 року. Зараз же, всього лиш один раз на рік, православний священник проводить службу для представників грецької громади прямо просто неба.